# Stanley Deser
Stanley Deser (1931-2023) est un physicien américain. Professeur à l'université Brandeis, membre de l'Académie américaine des arts et des sciences et de l'Académie nationale des sciences des États-Unis, Deser est reconnu pour ses travaux sur la relativité, ayant notamment développé, avec Richard Arnowitt et Charles Misner, le formalisme ADM.

## Biographie
Deser obtient un baccalauréat du Brooklyn College en 1949, puis une maîtrise de l'université Harvard en 1950. Il y obtient un doctorat en 1953, soutenant la thèse Relativistic Two Body Interactions.
De 1953 à 1955, il travaille à l'Institute for Advanced Study à Princeton.
En 1975, il enseigne à Harvard, puis est professeur invité au All Souls College d'Oxford en 1977.

## Prix et distinctions
Deser a été boursier Guggenheim et Fulbright.
En 1978, il reçoit un doctorat honorifique de l'université de Stockholm. Il en recevra un autre de l'École polytechnique Chalmers en 2001.
En 1994, avec Arnowitt et Misner, il reçoit le prix Dannie Heineman pour la physique mathématique.
En 2004, une conférence est donnée en son honneur à Ann Arbor, Michigan.